# Verrucella calyculata
Verrucella calyculata är en korallart som först beskrevs av Achille Valenciennes 1855.  Verrucella calyculata ingår i släktet Verrucella och familjen Ellisellidae. Inga underarter finns listade i Catalogue of Life.